# Strada europea E125
La strada europea E125 è una strada di classe A, con andamento Nord-Sud.
In particolare la E125 collega la città russa di Išim con la località kirghisa di 
Torugart, nei pressi del confine cinese. La strada segue un percorso lungo circa 2600km attraverso Russia, Kazakistan e Kirghizistan.

## Percorso
Da Išim, dove convergono la E22 e la E30, la strada procede per circa 100km in direzione sud verso il confine kazako, seguendo il tracciato della P-403. Di seguito sono riportate le principali località toccate in territorio kazako e kirghiso.

### Kazakistan
- Petropavl (intersezione con la E019);
- Kokshetau
- Sjtsjutsjinsk
- Astana (intersezione con la E016);
- Karaganda (intersezione con la E018);
- Balchasj;
- Burubaytal;
- Almaty (intersezione con E40 ed E012).

### Kirghizistan
- Bishkek;
- Naryn;
- Torugart (presso il confine cinese).